# علي لاريجاني
علي لاريجاني (بالفارسية: علی لاریجانی) (3 يونيو 1958 -)، سياسي إيراني بارز، ويشغل منصب الأمين العام للمجلس الأعلى للأمن القومي الإيراني منذ أغسطس 2025. كان رئيس مجلس الشورى الإيراني من 2008 إلى 2020. وكان في السابق كبير المفاوضين الإيرانيين في المسائل المتعلقة بالأمن القومي كالبرنامج النووي الإيراني. وهو حاليا عضو في مجلس تشخيص مصلحة النظام.
درس في جامعة طهران وتحصل منها على شهادتي الماجستير والدكتوراه في الفلسفة الغربية. تحصل كذلك على بكالوريوس بتقدير ممتاز في الرياضيات والإعلام من جامعة شريف التكنولوجية.
ترأس هيئة الإذاعة والتلفيزيون الإيراني بين سنة 1997 و2004 بعد ترشيحه من المرشد الأعلى الإيراني. ترشح للانتخابات الرئاسية الإيرانية سنة 2005 وحل فيها سادسا حائزا على 5.94% من الأصوات. أصبح منذ 14 آب / أغسطس 2005 أمين عام المجلس الأعلى للأمن القومي الإيراني ثم قدم استقالته بتاريخ 20 تشرين الأول / أكتوبر 2007.
أسس في فترة رئاسته لمجلس الشورى الإسلامي مركز الدراسات الإسلامية التابع لمجلس الشورى الإسلامي في مدينة قم.

## النشأة

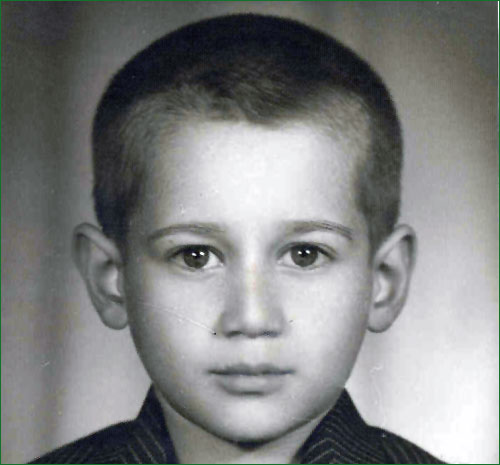
علي لاريجاني عندما كان طفلا.

ولد علي أردشير لاريجاني يوم 3 يونيو 1957 في مدينة النجف، في عائلة متدينة تنحدر أصولها من مدينة بهشهر في إقليم مازندران. كان والده، آية الله ميرزا هاشم أمولي من رجال الدين ومدرساً في الحوزة العلمية. انتقل والده إلى النجف عام 1931 بسبب ضغوط رضا بهلوي على علماء الدين، فبقي هناك لثلاثة عقود، ولهذا وُلد جميع أبنائه هناك، ثم عاد إلى إيران عام 1961.أما أم علي لاريجاني فهي كانت بنت أحد المجتهدين باسم آية اللـه سيد محسن أشرفي في مدينة بهشهر.

### دراسته
تلقى علي لاريجاني تعليمه الابتدائي في مدينة قم وأكمل دراسته الثانوية في مدرسة حقاني. ثم التحق بجامعة شريف التكنولوجية، وحصل على البكالوريوس في الرياضيات وعلوم الحاسوب بتقدير ممتاز.
ثم غير تخصصه من الفيزياء إلى العلوم الإنسانية وحصل على درجة الماجستير والدكتوراه في الفلسفة الغربية من جامعة طهران. في البداية، كان يريد مواصلة دراسته العليا في علوم الحاسوب، ولكن تغير رأيه بعد تشاوره مع آية الله مرتضى مطهري. له مؤلفات علمية منها ثلاث كتب في مجال فلسفة إيمانويل كانت وشاول كريبك وديفيد لويس.

## حياته السياسية
تولى علي لاريجاني مسؤوليات عليا في الجمهورية الإسلامية الإيرانية. حيث كان قائداً في الحرس الثوري خلال الحرب العراقية الإيرانية. وعُين كنائب وزير العمل والشؤون الاجتماعية في فترة 1981-1989 .و في زمن حكومة الرئيس أكبر هاشمي رفسنجاني تولی منصب نائب وزير الاتصالات وتكنولوجيا المعلومات.

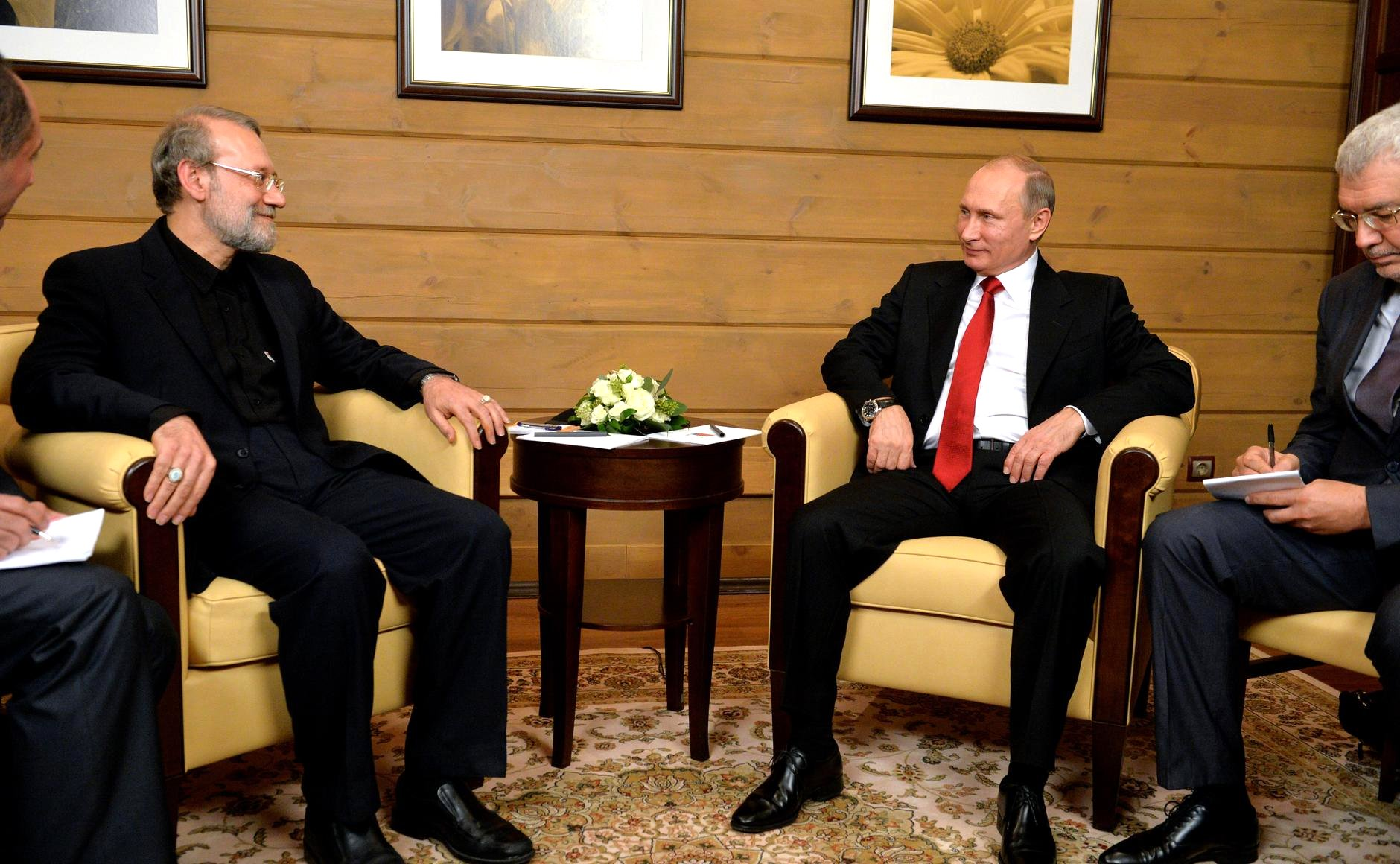
فلاديمير بوتين يجتمع مع علي لاريجاني.

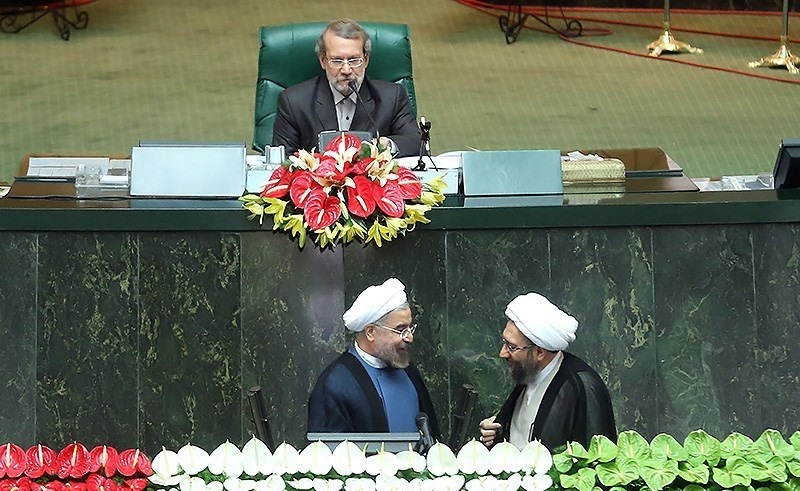
علي لاريجاني رئيس البرلمان الإيراني.

وفي عام 1994، ترأس هيئة الإذاعة والتليفزيون بعد ترشيحه من المرشد الأعلى علي خامنئي. فحاول هناك أن يحد من تأثير الثقافة الأجنبية على الشباب الإيراني عن طريق عدم إذاعة البرامج المستوردة. قضى عشر سنوات في هذا المنصب حتى عام 2004 خلفه عزت الله ضرغامي. وفي أغسطس 2004 أصبح لاريجاني المستشار الأمني للمرشد الأعلى آية الله علي خامنئي.
ثم ترشح لإنتخابات الرئاسية عام 2005 وهو كان يعد من أبرز المرشحين من التيار المحافظين المعتدلين، وهو كان من مؤيدي الجمعية الإسلامية للمهندسين(ISE). فاز الرئيس محمود أحمدي نجاد في تلك الانتخابات وحل لاريجاني فيها المرتبة السادسة، متحصلًا على 5.94 في المائة من الأصوات.
بعد فوز الرئيس أحمدي نجاد أصبح لاريجاني الأمين العام للمجلس الأعلى للأمن القومي. ليحل محل حسن روحاني.
وهو كان يشرف على المفاوضات، حول القضايا الرئيسية للسياسة الخارجية وأبرزها البرنامج النووي الإيراني. وأدار لشهور المفاوضات على درجة كبيرة من الحساسية مع خافيير سولانا، الذي كان ممثل الاتحاد الأوروبي حينها. لكن في خريف 2007، قدم لاريجاني استقالته من هذا المنصب.
وفی مارس 2008 ترشح في الانتخابات البرلمانية، وفاز عن دائرة قم. وفي مايو 2008، أنتخب لرئاسة البرلمان. ثم أعيد انتخابه لرئاسة البرلمان في الدورة المقبلة عام 2012 .
وفی عام 2016 وافق المجلس مرة أخری لإعادة انتخابه للرئاسة بعد حصوله على معظم أصوات النواب. وحصل لاريجاني على 173 صوتا من أصل 281 نائبا، شاركوا في عملية الاقتراع.

## نتائج ترشحه في الانتخابات
النتائج التي حصل عليها علي لاريجاني خلال انتخابات الرئاسة والبرلمان فهي:
| عام  | انتخابات | عدد الأصوات | نسبة مئوية | المرتبة | النتائج |
| ---- | -------- | ----------- | ---------- | ------- | ------- |
| 2005 | الرئاسة  | 1,713,810   | 5.83       | 6       | لم يفز  |
| 2008 | البرلمان | 239,436     | 73.01      | 1       | فاز     |
| 2012 | البرلمان | 270,382     | ▼ 65.17    | 1       | فاز     |
| 2016 | البرلمان | ▼ 162,040   | ▼ 34.91    | 2       | فاز     |

## قيادة المجلس الأعلى للأمن القومي
في أغستس 2025 زار لاريجاني لبنان والتقى الرئيس جوزف عون ورئيس الحكومة نواف سلام ورئيس البرلمان نبيه بري. وخلال اللقاءات، شدّد عون على أن "الصداقة التي نريد أن تجمع بين لبنان وإيران لا يجب أن تكون من خلال طائفة واحدة أو مكوّن لبناني واحد، بل مع جميع اللبنانيين"، وأوضح أن أي تدخل خارجي غير مقبول، مؤكداً أن "الدولة اللبنانية وقواها المسلحة مسؤولة عن أمن جميع اللبنانيين من دون أي استثناء". ومن جانبه، أشار سلام إلى أن "قرارات الحكومة اللبنانية لا يُسمح أن تكون موضع نقاش في أي دولة أخرى... وقرار لبنان يصنعه اللبنانيون وحدهم"، وأن أي مساعدات خارجية يجب أن تمر عبر القنوات الرسمية فقط.
وفي المقابل، أكد لاريجاني موقف إيران الداعم لـ"المقاومة" واحترام قرارات الحكومة اللبنانية، لكنه في الوقت نفسه حاول توجيه رسائل غير مباشرة تتعلق بالتوازن مع الولايات المتحدة، مظهراً أن طهران ترى لبنان ساحة للتأثير على مواقف واشنطن من المنطقة.

## الحالة الأسرية
ينتمي لاريجاني إلی عائلة التي لها ثقلها السياسي والديني في إيران. فشقيقه صادق لاريجاني هو الرئيس السابق للسلطة القضائية في إيران. وشقيقه الأكبر محمد جواد لاريجاني يشغل منصب أمين عام لجنة حقوق الإنسان، وشقيقه الثالث الدكتور باقر لاريجاني، يشغل منصب رئيس وحدة أبحاث الغدد الصماء، فيما يعمل شقيقه الرابع فاضل لاريجاني موظفًا بوزارة الشئون الخارجية الإيرانية. كما إن أحمد توكلي أحد نواب البرلمان هو ابن خالة الإخوة لاريجاني.
تزوج علي لاريجاني مع ابنة آية الله مرتضى مطهري،  وأصبح لديهما أربعة أولاد وهم فاطمة (مواليد 1980) وسارة (مواليد 1983)، مرتضى (مواليد 1984) ومحمد رضا (ولد في 1989).